# Дьяволы (фильм, 1971)
«Дьяволы» (англ. The Devils) — художественный фильм режиссёра Кена Рассела, выпущенный в 1971 году.
Сценарий фильма основан на одноимённой пьесе Джона Уайтинга, в основу которой легла книга Олдоса Хаксли «Лудёнские бесы» («Дьяволы из Лудёна»).
Художником-постановщиком фильма выступил Дерек Джармен.
Фильм был сильно порезан цензурой из-за сцен секса и богохульства. В 2002 году критик Марк Кермоуд нашёл полную версию в архивах, оцифровал, почистил и на протяжении 15 лет пытался её издать, но безуспешно, несмотря на громкую кампанию с участием самого Рассела и (после его смерти) его вдовы.

## Сюжет
XVII век, Франция, город Лудён. После смерти губернатора власть в городе переходит к отцу Урбену Грандье. Несмотря на радикальные убеждения и развратную сексуальную жизнь, он популярен в народе. Сестра Жанна, настоятельница местного женского монастыря, одержима Грандье и жаждет связи с ним, но после отказа решает отомстить. Женщина обвиняет преподобного в колдовстве и овладении ею, что привело к вселению дьявола в её тело. Это стало началом массовой истерии в монастыре урсулинок в Лудене, когда и другие монахини монастыря подтверждают подобные выходки отца Грандье в их отношении. Инквизиция арестовывает Грандье, его подвергают пыткам и сжигают на костре.

## В ролях
| Актёр            | Роль                  |
| ---------------- | --------------------- |
| Оливер Рид       | Урбен Грандье         |
| Ванесса Редгрейв | Жанна де Анж          |
| Дадли Саттон     | Барон де Лаубардемонт |
| Макс Эдриан      | Ибер                  |
| Джемма Джонс     | Мадлен                |
| Мюррей Мелвин    | Отец Миньон           |
| Кристофер Лог    | кардинал Ришельё      |
| Грэхэм Эрмитедж  | король Людовик XIII   |

## Награды и номинации
| Год  | Премия                              | Категория                                  | Имя        | Результат |
| ---- | ----------------------------------- | ------------------------------------------ | ---------- | --------- |
| 1971 | Венецианский кинофестиваль          | Приз Пазинетти за лучший иностранный фильм | Кен Рассел | Победа    |
| 1971 | Национальный совет кинокритиков США | Лучший режиссёр                            | Кен Рассел | Победа    |
| 1971 | Серебряная лента                    | Лучший зарубежный режиссёр                 | Кен Рассел | Победа    |